# Vats kommun
Vats kommun (norska: Vats kommune) var en kommun i Rogaland fylke i sydvästra Norge. Kommunen omfattade ett område i den sydvästra delen av nuvarande Vindafjords kommun (Vats socken) samt ett mindre område i den östra delen av nuvarande Tysværs kommun. Byn Vats utgjorde kommunens centralort.

## Administrativ historik
Vats kommun upprättades 1891 genom utbrytning ur Skjolds kommun. Kommunen hade 1 095 invånare vid upprättandet.
Den 1 januari 1965 upplöstes kommunen och delades. Huvuddelen (med 1 128 invånare) fördes, tillsammans med Sandeids kommun och delar av kommunerna Imsland, Skjold och Vikedal, till den då nybildade Vindafjords kommun, medan gårdarna Breidal och Stølsvik (med 16 invånare) fördes, tillsammans med Nedstrands kommun och delar av kommunerna Avaldsnes, Skjold och Vikedal, till Tysværs kommun. Kommunen hade vid delningen totalt 1 144 invånare.